# Юрчишин Петро Васильович
Петро́ Васи́льович Юрчи́шин (нар. 13 липня 1958, Антрацит, Луганська область) — український політик. Депутат Хмільницької районної ради V та VI скликань. Народний депутат України VIII скликання.

## Біографія
У 1973–1977 рр. навчався у Кам'янець–Подільському сільськогосподарському технікумі та отримав диплом за спеціальністю технік-механік. Після закінчення працював старшим, а згодом головним інженером у колгоспі «Родина» Старосинявського району Хмельницької області. 1978–1980 рр. — строкова служба в лавах Радянської армії. 1980–1981 рр. — інженер Хмільницького районного управління сільського господарства. 1981–1983 рр. — головний інженер Великомитницької птахофабрики. 1983–1987 рр. — відділ постачання та збуту Хмільницького заводу продтоварів. 1987–1992 рр. — працював у системі споживчої кооперації. У 1992 році закінчив Вінницький політехнічний інститут, за спеціальністю інженер-механік.1993–2001 рр. — директор ТОВ «Експеримент». З 2001 року — директор агропромислового науково-виробничого підприємства «Візит». Депутат Хмільницької районної ради V та VI скликань.

## Парламентська діяльність
2014 р. обраний народним депутатом України VIII скликання по виборчому округу № 13, Вінницька область, самовисування.
- Дата набуття депутатських повноважень 4 грудня 2014 р.
- Член депутатської фракції «Блок Петра Порошенка».
- Голова підкомітету з питань харчової промисловості та торгівлі агропромисловими товарами Комітету Верховної Ради України з питань аграрної політики та земельних відносин

За даними ЗМІ займався підкупом виборців. Так за сприяння самовисуванця Петра Юрчишина було організовано дитяче свято з батутами та аніматорами з водними бульбашками на честь Дня захисту дітей у селі Грушківці Калинівського району Вінницької області. Протягом 13-14 червня 2019 року самовисуванець Петро Юрчишин організував святкові концерти Павла Дворського та його синів до Дня медичного працівника у містах Хмільник, Калинівка та Козятин Вінницької області. У Козятині разом з ним медиків вітала депутатка Вінницької обласної ради Ірина Колесник.
Фігурує у антикорупційному розслідуванні серед найбільших отримувачів бюджетної допомоги (дотацій) на сільське господарство у 2018 році – ціла низка компаній, бенефіціарними власниками яких є депутати-члени комітету з питань аграрної політики Верховної Ради або ж агрофірми їхніх родин, родичів чи помічників. Про це йдеться у розслідуванні програми «Схеми: корупція в деталях» (спільний проєкт Радіо Свобода і телеканалу «UA: Перший») «Допоможи мільярдеру».

## Родина
Дружина — Юрчишина Любов Ярославівна (1962), донька — Юрчишина Ольга Петрівна (1983).

## Державні нагороди
- Почесна грамота Кабінету Міністрів України (2004)[5].
- Заслужений працівник сільського господарства України (2006)[6].